# Al-Hadż (sura)

Al-Hadżdż w kalifrafii arabskiej

Al-Hadż (Al-Hadżdż) (pol. Pielgrzymka, arab. ‏الحج‎, al ḥajj) – 22. sura Koranu. Składa się z 78 aja. Sura, której nie można zakwalifikować jednoznacznie, ani do okresu mekkańskiego, ani medyńskiego. Główne tematy sury to Dzień Ostateczny i pielgrzymka Hadżdż.

## Pochodzenie nazwy sury
Nazwa sury jest zaczerpnięta z wersetu 27.
W tłumaczeniu Józefa Bielawskiego:
I ogłoś wśród ludzi pielgrzymkę: oni przyjdą do ciebie pieszo lub na wszelkiego rodzaju wysmukłych wierzchowcach; oni przybędą z każdego głębokiego jaru,
W tłumaczeniu Musa Çaxarxan Czachorowski:
„I obwieść ludziom o pielgrzymce: niech przyjdą do ciebie piesi lub jadący na smukłych wierzchowcach, przybywający z każdego głębokiego wąwozu”
W aja 25-37 jest mowa o muzułmańskiej corocznej pielgrzymce – Hadżdż(alternatywna pisownia Hadż). Podobnie jak w przypadków nazw większości sur w Koranie nazwa Al-Hadż nie opisuje tematu całej sury, lecz jest swego rodzaju słowem-kluczem, którego zwyczajowo używano, aby odróżnić tę surę od innych.

## Okres objawienia sury
Sura Al-Hadż jest jedną z sur, które ciężko zakwalifikować jednoznacznie do okresu mekkańskiego, lub medyńskiego. Z analizy stylu, tematyki oraz z przekazów muzułmańskich uczonych wynika, że niektóre aja zostały objawione tuż przed Hidżrą, inne tuż po niej – a to właśnie Hidżra jest najczęściej przyjmowana za granicę pomiędzy surami mekkańskimi, a medyńskimi. Problem z przyporządkowaniem sury wynika więc z tego, że została objawiona w obu okresach. Dokładna kwalifikacja zależy od szczegółowych kryteriów przyjętych przez osobę jej dokonującą. Nawet w zestawieniach przyporzodkowujących tę surę do konkretnej kategorii często znajdziemy adnotację „oprócz wersetów....”.

## Główne wątki i postaci w surze Al-Hadż
- sceny z Dnia Ostatecznego
- Ibrahim (bibl. Abraham) i Kaaba
- wg wielu komentatorów pierwsze chronologicznie pozwolenie na walkę zbrojną przeciwko opresorom z Mekki[6]
- obietnica nagrody za emigrację przez wzgląd na Allaha